# Winterthur Group

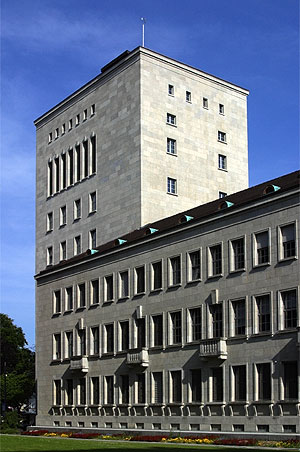
Antiga seu a Winterthur.

Winterthur (Winterthur Schweizerische Versicherungs-Gesellschaft) va ser un grup assegurador suís internacional amb seu a Winterthur, Suïssa. Va ser una de les deu companyies d'assegurances més grans d'Europa. El grup, que formava part de Credit Suisse Group des de 1997, va ser adquirit pel grup assegurador francès AXA a finals de 2006 i integrat al Grup.
L'empresa va ser fundada a Winterthur el 1875.